# Elmar Wigand
Elmar Wigand (* 1968 in Köln) ist ein deutscher Autor. Schwerpunkte seiner Arbeit sind u. a. die Dokumentation von Lobbyismus und Union Busting.

## Leben
Elmar Wigand studierte an der Internationalen Filmschule Köln Film mit Schwerpunkt Drehbuch.
1992 gehörte er zu den Mitbegründern der Kölner Stadtteilinitiative Antifaschistische Südstadt, die sich auf lokaler Ebene gegen Fremdenfeindlichkeit und  Rechtsextremismus engagierte. Er war 1993 maßgeblich an der politischen Durchsetzung eines antifaschistischen Wandgemäldes des Aachener Wandmalers an einer Bunkerwand in der Kölner Elsaßstraße beteiligt. Das Bild beschäftigt sich mit einer Widerstandsaktion der Bevölkerung gegen einen Aufmarsch der Sturmabteilung durch ihr Viertel am 3. März 1933. Es war von der Stadtverwaltung zweimal übermalt und von der Antifaschistischen Südstadt jeweils erneuert worden, bis es durch öffentlichen Druck Bestandsschutz erhielt.

In der Sendereihe Zeitzeichen produzierte Wigand zusammen mit dem Journalisten Jannis Skouras ein Radio-Feature zum 10. Jahrestag der Hillsborough-Katastrophe, das am 15. April 1999 ausgestrahlt wurde.
Gemeinsam mit Werner Rügemer organisierte Wigand in Zusammenarbeit mit Business Crime Control den Kongress „ArbeitsUnrecht“, die am 14. März 2009 in Köln stattfand.
Für den Kölner Verein Lobbycontrol baute er das konzernkritische Onlinelexikon Lobbypedia auf, die am 28. Oktober 2010 online ging.

## Aktivitäten zum Thema „Union Busting“
Zusammen mit Werner Rügemer erforschte Wigand in einem Projekt, das von der Otto-Brenner-Stiftung gefördert wurde, seit 2012 „die systematische Bekämpfung von Gewerkschaften, Betriebsräten und Beschäftigten als professionelle Dienstleistung“.
Seit 2012 ist Wigand verantwortlicher Redakteur des Blogs arbeitsunrecht.de zur Dokumentation und Kritik der systematischen Bekämpfung von Gewerkschaften („Union Busting“) in Deutschland, den er zusammen mit Werner Rügemer und Jessica Reisner betreibt.
Er gehörte im Januar 2014 zu den Gründungsmitgliedern des Vereins aktion ./. arbeitsunrecht – Initiative für Demokratie in Wirtschaft & Betrieb, der Solidarität mit Betriebsräten und Gewerkschaftern organisiert, die in Folge von innerbetrieblichen Konflikten zu Opfern von Mobbing oder Bossing geworden sind.
Seit Juli 2015 erforscht er die Bekämpfung von Betriebsräten in Deutschland als Fellow für Datenjournalismus der Rudolf Augstein Stiftung beim Recherchebüro Correctiv.
Wigand arbeitete als Sprecher der aktion./.arbeitunrecht maßgeblich daran, den Stichtag Freitag, der 13. als Aktionstag gegen schikanöse Arbeitgeber, Horror-Jobs und Anwälte des Schreckens zu etablieren. Das Format startete am 13. März 2015 mit Protesten gegen die Firma Neupack und ihre Großkunden Milram und Lidl.

## Auszeichnungen
Mit dem Verein Aktion gegen Arbeitsunrecht und dessen Kampagne PutzfrauenPower gewann Elmar Wigand den taz-Panter-Preis der Jury 2017.

## Veröffentlichungen

### Buchveröffentlichungen
- Sweat and Detergent not Bread and Roses. Behind the Shiny Surface of London’s Financial Industry, Latin Cleaners Struggle for Dignity. In: Dario Azzellini/Michael G. Kraft (Hrsg.): The Class Strikes Back. Self-Organised Workers’ Struggles in the Twenty-First Century, Boston 2017, ISSN 1570-1522.
- mit Werner Rügemer: Die Fertigmacher. Arbeitsunrecht und professionelle Gewerkschaftsbekämpfung. PapyRossa Verlag, Köln 2014, ISBN 978-3-89438-555-2.
- mit Werner Rügemer: Union Busting in Deutschland. Die Bekämpfung von Betriebsräten und Gewerkschaften als professionelle Dienstleistung., Otto-Brenner-Stiftung Arbeitsheft 77. Frankfurt am Main 2014, ISSN 1863-6934.
- Christian Müller – die Tormaschine der 60er, Coşkun Taş – der Kölner Türke Nummer 18, Toni Schumacher – der Angreifer im Tor, Manfred Manglitz – der Größte, der Beste, der Schnellste und Dirk Lottner – der kölsche Jung mit dem linken Hammer In: Olaf Jansen (Hrsg.): Die Helden des 1. FC Köln. Emons, Köln 2000, ISBN 3-89705-180-X.

### Zeitschriftenbeiträge (Auswahl)
- Das Ende der Kur. Aggressive Investoren haben die Rehabilitation als Geschäftsfeld entdeckt, Hintergrund 03/2017, August 2017
- Arbeitgeber: Ätzende Methoden gegen Betriebsratsgründungen, Magazin Mitbestimmung (Hans-Böckler-Stiftung), März 2014
- Fette Pick-ups statt Passat - Die Gewerkschaftspolitik von VW in den USA, Jungle World, Nr. 9, 27. Februar 2014
- Individuell vorankommen - Das Auto und die Industriegesellschaft, Jungle World, Nr. 48, 27. November 2008
- Der Weltpokal. Ein Pokal voller Ehre und Prügeleien. In: Matices, Nr. 33, Köln 2002,